# Туреноя
Туреноя — река в России, протекает по территории Кемского района в Карелии. Впадает в озеро Паноярви, через которое протекает река Кемь. Длина реки — 13 км.
Река берёт начало из Каллиоламбины и далее течёт преимущественно в северо-западном направлении по заболоченной местности.
Река в общей сложности имеет восемь малых притоков суммарной длиной 10 км.
Втекает на высоте 81,0 м над уровнем моря в озеро Паноярви, через которое протекает река Кемь.

## Данные водного реестра
По данным государственного водного реестра России относится к Баренцево-Беломорскому бассейновому округу, водохозяйственный участок реки — Кемь от Юшкозерского гидроузла до Кривопорожского гидроузла. Речной бассейн реки — бассейны рек Кольского полуострова и Карелии, впадает в Белое море.